# Hugo Brehme
Ernst Hugo Brehme (* 3. Dezember 1882 in Eisenach; † 13. Juni 1954 in Mexiko-Stadt) war ein deutsch-mexikanischer Fotograf.

## Leben

Hugo Brehme: Piñatas

Hugo Brehme: Picnic

Hugo Brehme war der Sohn des Schusters Theodor Albert Brehme und dessen Frau Anna Elise Brehme, geb. Anne Elise Wick. Im Jahre 1898 absolvierte Brehme in Erfurt eine fotografische Ausbildung. Sein besonderes Interesse galt Afrika. Von 1900 bis 1901 nahm er an mehreren Expeditionen nach Togo, Kamerun, Deutsch-Südwestafrika und Deutsch-Ostafrika teil. Eine Malariaerkrankung zwang ihn zur Rückkehr nach Deutschland.
Von 1905 bis 1907 bereiste Hugo Brehme Mexiko, ein Land, das ihn nicht mehr losließ. 1906 veröffentlichte er in der Zeitschrift El Mundo Ilustrado seine ersten mexikanischen Fotografien. Am 10. August 1908 heiratete er Auguste Karoline Hartmann und zog kurz darauf mit ihr nach Mexiko-Stadt. 1914 scheiterte ein Versuch des Ehepaars Brehme, in die USA auszuwandern, da ihnen unmittelbar vor der Abreise ihre Ersparnisse gestohlen wurden und sie somit nicht die erforderliche Kaution aufbringen konnten. Im selben Jahr wurde ihr Sohn Arno Hugo Brehme geboren, und Hugo Brehme eröffnete in Mexiko-Stadt sein Fotostudio Fotografía Artística Hugo Brehme, das sehr bald eines der gefragtesten der Hauptstadt war, auch dank der Förderung durch den aus Lübeck stammenden Kaufmann und Mäzen Rodolfo Groth. Die Einkünfte aus seinem Fotostudio ermöglichten Brehme, das Land kreuz und quer zu bereisen. Seine Bilder wurden in zahlreichen Büchern veröffentlicht, allen voran in México pintoresco (1923) und in Mexiko: Baukunst, Landschaft, Volksleben (1925). Zudem verkaufte Brehme seine Fotos als Ansichtskarten an Touristen.
1923 unternahm Brehme eine mehrmonatige Reise nach Deutschland. Im Jahre 1930 brach im Atelier ein Feuer aus, das einen großen Teil der dort lagernden Fotobestände vernichtete. Am 1. September 1951 erhielt Brehme die mexikanische Staatsbürgerschaft.
Hugo Brehme starb in seiner Wahlheimat. Er wurde auf dem Deutschen Friedhof in Mexiko-Stadt beigesetzt.

## Werk und Auszeichnungen
Seit Mitte der 1920er Jahre galt Brehme als der bedeutendste Mexiko-Fotograf seiner Zeit. Seine Fotografien sind der Moderne zuzurechnen. In seinen Bildern hielt er das typische Leben des mexikanischen Volkes fest, ebenso Landschaften und architektonische Bauwerke, aber auch bedeutende Persönlichkeiten der mexikanischen Revolution. Er hat „immer wieder die indianische Bevölkerung fotografiert und als einer der ersten Fotografen ... ein von Einfühlung und Respekt getragenes Bildarsenal ihrer Lebensweise geschaffen“. Niemals machte er eine Aufnahme ohne Zustimmung der Fotografierten – eine Haltung, die damals, als Indigene z. T. wie Objekte abgelichtet wurden, alles andere als selbstverständlich war. Sein Vorbild und seine Ethik als Fotograf prägten einen anderen großen mexikanischen Fotografen, Manuel Álvarez Bravo.
1929 wurde Brehme auf der Ibero-Amerikanischen Ausstellung in Sevilla der Große Preis zuerkannt. 1931 gewann Brehme den renommierten, von der Firma Cemento Portland dotierten Fotografiewettbewerb Concurso Tolteca.

## Nachlass und Ausstellungen
Ca. 400 Fotos aus dem Nachlass Brehmes befinden sich im Berliner Ibero-Amerikanischen Institut (IAI). Daraus zeigte das IAI im Jahre 2014 in der Ausstellung Hugo Brehme und die mexikanische Revolution eine Auswahl von Fotos aus den Jahren der mexikanischen Revolution, ergänzt um Leihgaben aus mexikanischen Sammlungen.

## Bücher mit Bildern Brehmes
(in der Reihenfolge des Erscheinens)
- Hugo Brehme: México pintoresco - Das malerische Mexiko. Selbstverlag, Mexiko-Stadt 1923
- Hugo Brehme: Mexiko: Baukunst, Landschaft, Volksleben. Reihe Orbis terrarum, Wasmuth, Berlin 1925
- Geo A. Schmidt: Mexiko. Dietrich Reimer, Berlin 1921, 2. erw. Aufl. 1925. Mit 23 Bildern und 1 Karte.- Reprint der 1. Aufl.: Nabu Press 2011, ISBN 1271285835
- Karl von Schumacher: Mexiko. Landschaft und Menschen, in Atlantis, 10, Oktober 1929, S. 577–639 des Jg., Ernst Wasmuth, Berlin, S. 607–612[4]
- Secretaría de Comunicaciones y Obras Públicas (Hg.): Los caminos de México - The Roads of Mexico. Comision Nacional de Caminos, Mexiko-Stadt 1931.[5]
- Rodolfo Groth: Gold, Indianer, Mennoniten. Schicksale in der nordwestlichen Sierra Madre von Mexiko. Selbstverlag, Vertrieb Lübecker Nachrichten, Lübeck 1960[6]
- Walter Schmiedehaus: Mexiko. Das Reich der Azteken an der Schwelle der Zukunft. Goldmann, München 1960[7]
- Erika Billeter: Fotografie Lateinamerika 1860–1993. Canto a la realidad. Benteli, Bern 1994. ISBN 3-7165-0941-8[8]
- Michael Nungesser, Hg.: Hugo Brehme: Fotograf – fotógrafo; Mexiko zwischen Revolution und Romantik - México entre revolución y romanticismo. Katalog zur Ausstellung im Ibero-Amerikanischen Institut 2004 und im Thüringer Museum (Eisenach) 2005. Willmuth Arenhövel, Berlin 2004, ISBN 3-922912-60-5[9]. Mit Bio- und Bibliographie
- Susan Toomey Frost (Hg.): Timeless Mexico. The photographs of Hugo Brehme. University of Texas Press, Austin 2011. ISBN 978-0-292-72878-3